# Kaldera
Kaldera je geološka oblika, ki nastane kot posledica sesedanja ognjenika samega vase. Na ta način se ustvari velika oblika posebnega vulkanskega kraterja. Kaldere pogosto napolni voda in tako nastanejo kraterska jezera; po ponovnih ognjeniških izbruhih lahko nastanejo jezerski otoki. Beseda kaldera izhaja iz španske besede kaldera, ta pa iz latinske caldaria, kar pomeni »kotel« za kuhanje.

## Znane kaldere
- Afrika
  - Krater Ngorongoro (Tanzanija, Afrika)
  - glej Evropa za kaldere na Kanarskih otokih
- Azija
  - Aira (kaldera) (Prefektura Kagošima, Japonska)
  - Aso (Prefektura Kumamoto, Japonska)
  - Kikai (kaldera) (Prefektura Kagošima, Japonska)
  - Krakatoa, Indonezija
  - Pinatubo (Luzon, Filipini)
  - Taal (ognjenik) (Luzon, Filipini)
  - Toba (Sumatra, Indonezija)
  - Tambora (Sumbava, Indonezija)
  - Tao-Rusir (kaldera) (Onekotan, Rusija)
  - Tovada (Prefektura Aomori, Japonska)
  - Tazava (Prefektura Akita, Japonska)
- Amerika
  - ZDA
    - Mount Aniakchak (Aljaska,)
    - Kratersko jezero na Mount Mazami (Narodni park Crater, Oregon, ZDA)
    - Kilauea (Havaji)
    - Moku‘āweoweo kaldera na Mauna Loii (Havaji)
    - Mount Katmai (Aljaska)
    - La Garita (kaldera) (Kolorado)
    - Long Valley (Kalifornija, ZDA)
    - Newberry (kaldera) (Oregon)
    - Mount Okmok (Aljaska)
    - Valle Grande (Nova Mehika)
    - Yellowstone (kaldera) (Wyoming)

  - Drugo
    - Masaja, Nikaragva
- Evropa
  - Askja (Islandija)
  - Flegrejska polja (Italija)
  - Jezero Bracciano (Italija)
  - Narodni park Caldera de Taburiente (La Palma, Kanarski otoki, Španija)
  - Glencoe, Škotska
  - Santorini (Grčija)
  - Las Cañadas na Teideu (Tenerifeu, Kanarski otoki, Španija)
- Oceanija
  - Taupō (Nova Zelandija)
  - Mount Warning (Avstralija)
  - Blue Lake (Južna Avstralija) (Mt. Gambier)
- Mars
  - Olympus Mons kaldera
- Venera
  - Maat Mons kaldera